# Sky100

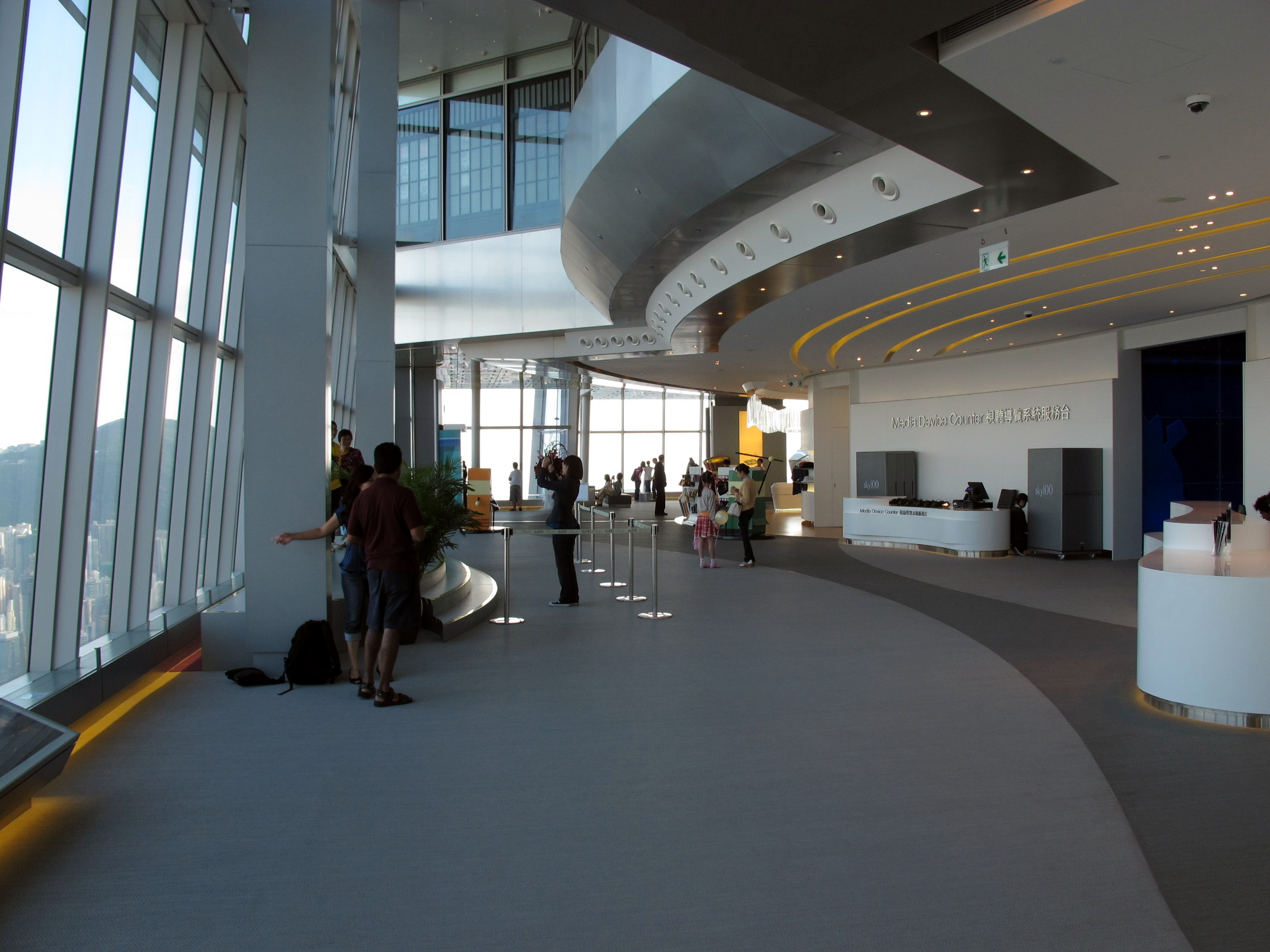
Interior do Sky100

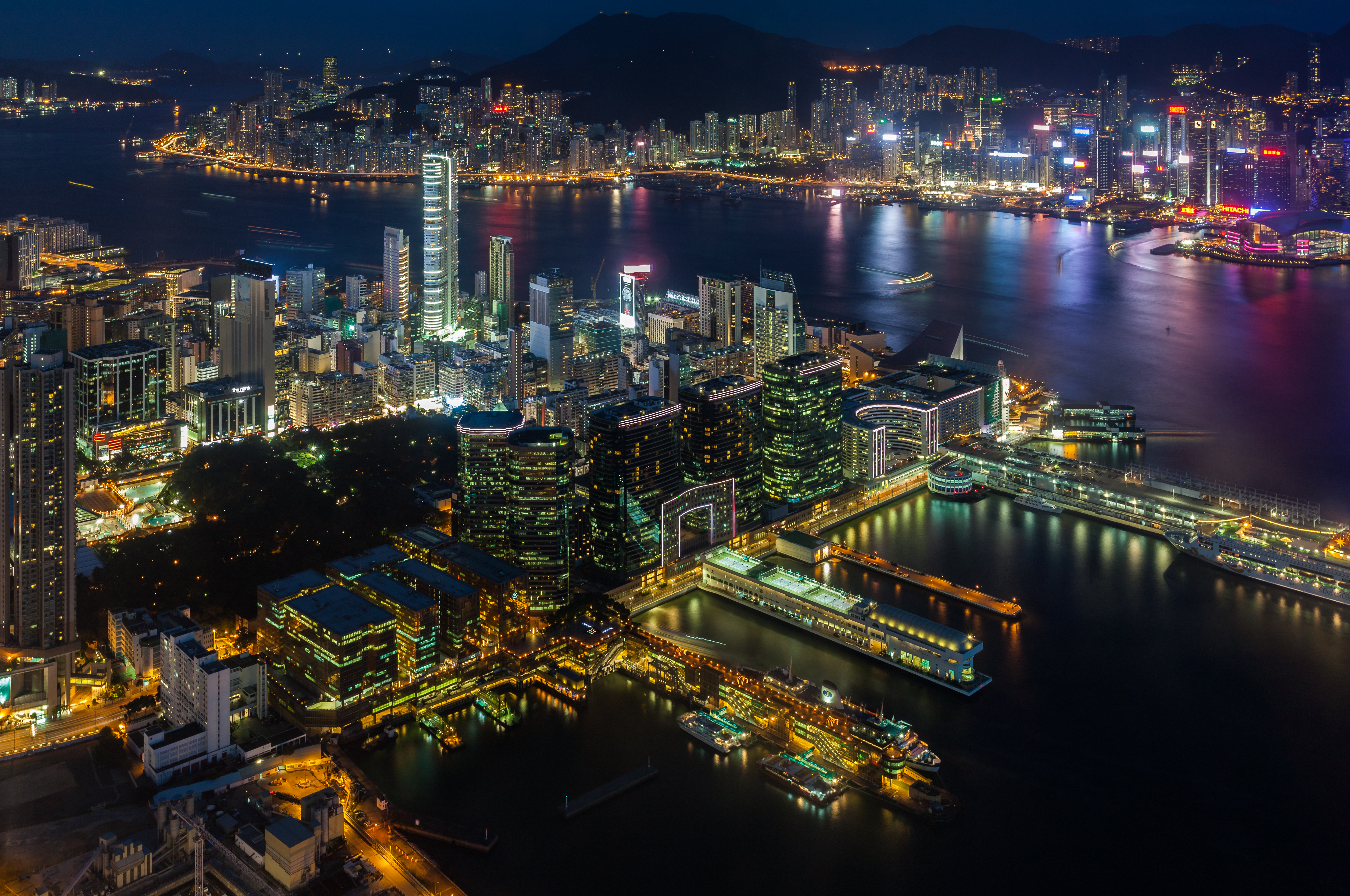
Vista da baia Vitória.

Sky100 é uma plataforma de observação em 360 graus, construída no centésimo andar do arranha-céu International Commerce Centre em Kowloon, Hong Kong e projetada pela empresa de arquitetura Kohn Pedersen Fox. Desde sua abertura em 17 de abril de 2011 ganhou o título de a mais alta plataforma de observação de Hong Kong, estando a 393 m (1 290 ft) acima do nível do mar.
O Sky100 está localizado dois andares abaixo do Ritz-Carlton Hong Kong Hotel. Os visitantes têm acesso ao Sky100 através de elevadores de alta velocidade que percorrem o andar de entrada do edifício até o centésimo andar em 60 segundos.